# Tiếng Bikol
Tiếng Bikol là ngôn ngữ của người Bicolano, dân tộc sống ở vùng Bicol phía nam Luzon, Philippines.
Tiếng Bikol chuẩn dựa vào biến thể ngôn ngữ này tại thành phố Naga. Tiếng Bikol có các phương ngữ biến đổi nhiều theo vùng. Biến thể lớn nhất của tiếng Bikol là phương ngữ nói tại Catanduanes và Sorsogon.
Cũng có biến thể tiếng chuẩn Bikol phía đông nói ở Legazpi.